# Obrovac (Horvátország)
Obrovac város és község Horvátországban Zára megyében.

## Fekvése
Zárától légvonalban 37, közúton 45 km-re északkeletre, Dalmácia északi részén, a Zrmanja-folyó partján, a Likából Dalmáciába a Velebit-hegységen vezető átjárók alatt fekszik. A Zrmanja tengeri torkolatától mért távolsága 12 km, mely a kisebb hajók számára hajózható. A község területe a Bukovica sziklás vidékén terül el, ezért a mezőgazdaság fő ágazata az állattartás. Az egyetlen kivétel ez alól a várostól keletre fekvő Žegari-mező.

## A község települései
Közigazgatásilag Obrovacon kívül még Bilišane, Bogatnik, Golubić, Gornji Karin, Kaštel Žegarski, Komazeci, Krupa, Kruševo, Muškovci, Nadvoda és Zelengrad települések tartoznak hozzá.

## Története

### Obrovac története a középkorig
A város legrégibb történetéről kevés adat áll rendelkezésre, mivel az őskorból eddig semmilyen lelet nem került elő a község területén. Az emberi élet első nyomai ezen a vidéken a vaskorból, az i. e. 9. századtól az i. e. 1. századig terjedő időszakból származnak. A krupai Smokovac és a kruševói Cvijina várának romjai között végzett kisebb feltárások során talált leletek a többi észak-dalmáciai várhoz hasonló fejlettséget mutatnak. Néhány helyen, mint például Bilišane és Kruševo területén halomsírok is találhatók, melyek az itt élt kisebb-nagyobb közösségekhez tartoztak. Az itt élt első ismert nép az illírek egyik nevezetes hajóépítő törzse a liburnok voltak, akik az isztriai Raša folyótól a Krkáig terjedő területen laktak. A rómaiak az i. e. 1. században véres harcok során hódították meg ezt a vidéket, majd az 1. században létrehozták Dalmácia provinciát. A római uralom kiépítése során néhány vár használaton kívül került, míg másokat megerősítettek. A megerősített várak közé tartozott a karini Miodrag, amely Corinium municípium központja lett, de a régészeti leletek a krupai Smokovac és a kruševói Cvijina várának nagy jelentőségéről is tanúskodnak. A várak mellett ebben az időben fejlődött ki néhány gazdaságilag jelentős település, melyek a kereskedelmi utak közelében feküdtek. Ilyen fontos kereskedelmi út volt a Likából Dalmáciába és a tengerpartra, a Velebit-hegység két átjáróján, a Mali Alanon és a Prezidán átvezető út, amelyen nagy mennyiségű árut szállítottak. Ezen átjárók alatt, a Zárára, Šibenikre és Kninre vezető utak kereszteződésében fejlődött ki a mai Obrovac elődje. A római uralom 476-ban a Nyugatrómai Birodalom bukásával ért véget. Ezután bizánci uralom következett, majd a 7. században avarok és a hozzájuk csatlakozott szláv törzsek foglalták el ezt a vidéket, mely az avarok hanyatlása után a Horvát Királyság része lett.

### Obrovac a középkorban
A mai Obrovac a felette magasodó dombon épült vár alatt fejlődött ki. Első írásos említése „Obrouec, Hobrouec, Hobrouac” alakban 1337-ben történt. Néhány történész szerint neve az avar népnév „obri” változatából származik. Obrovac vára a 14. századtól a korbáviai grófok a Kurjakovicsok birtoka volt. 1387-ben család birtokainak központjaként említik. A század második felében már jelentős kereskedelmi központ. Feltételezhető, hogy az egyik legjelentősebb fennmaradt glagolita kódex, az 1402 körül írt berlini misekönyv is itt, a Kurjakovics grófok déli birtokainak székhelyén íródott. Ebben történik említés a koprivai Szent György kolostorról, melynek maradványai ma is láthatók az obrovaci temetőben. A török 1527-ben foglalta el Obrovacot, mely egészen 1647-ig uralma alatt maradt, amikor a kandiai háború során a Leonardo Foscolo vezette velencei hadak elfoglalták és lerombolták. A török-velencei határon álló vár még egyszer, 1670-ben török kézre került és csak 1687-ben szabadították fel végleg Stojan Janković hajdúi. A török érkeztével nagy számú lakosság menekült a biztonságosabb, velencei uralom alatt álló területekre, főként Zenggre, Vinodolra és az Isztriára. Obrovac vidéke rendkívül gazdag volt fában, ezért a török sok fát szállított innét hajóépítésre, melyet a velenceiek támadásaikkal többször próbáltak akadályozni. A város ugyanis a tengerig hajózható Zrmanjának köszönhetően egyben fontos kereskedelmi kikötőhely is volt. Obrovac ugyanakkor török fontos támaszpontja volt az uszkókok elleni harcban, valamint a Pag, Rab és Krk szigetei elleni rablótámadásokban.

### A város története napjainkig
A török kiűzése után Obrovac 1797-ig a Velencei Köztársaság része volt. Miután a francia seregek felszámolták a Velencei Köztársaságot és a campo formiói béke értelmében osztrák csapatok szállták meg. 1806-ban a pozsonyi béke alapján a Francia Császárság Illír Tartományának része lett. A francia uralom idején kezdődött meg a település városiasodása, a városi polgárság és a polgári élet kialakulása. 1806-ban Obrovac járási székhely lett. Ebben az időben kezdődött meg a főutak kiépítése Zára és Kistanje irányában, mely megnövelte a város gazdasági jelentőségét. 1815-ben a bécsi kongresszus újra Ausztriának adta, amely a Dalmát Királyság részeként Zárából igazgatta 1918-ig. 1848. április 7-én a magyarországi forradalmi események hatására Obrovac önkormányzata a többi dalmát városhoz hasonlóan követelte a horvát nyelv hivatalos nyelvként történő elismerését, majd rögtön ezután április 21-én elsőként a dalmát városok közül követelte a Dalmát Királyság egyesítését Horvátországgal és Szlavóniával. 1870-ben megnyílt a település iskolája. Jelentős fejlődés ment végbe a gazdasági életben is. Még 1832-ben kiépítették a Velebiten át vezető főutat. 1842. március 12-én a császár évi 12 napra vásártartási jogot adományozott a városnak. 19. század utolsó évtizedében gőzhajóforgalom indult Zára és Fiume irányában. A század végére Obrovac fejlett város képét mutatta. A településnek 1857-ben 160, 1910-ben 546 lakosa volt. Az első világháború után előbb a Szerb-Horvát-Szlovén Királyság, majd Jugoszlávia része lett. A II. világháború idején 1941-ben a szomszédos településekkel együtt Olaszország fennhatósága alá került. Az 1943. szeptemberi olasz kapituláció, majd német megszállás után visszatért Horvátországhoz, majd újra Jugoszlávia része lett. A jugoszláv államban a szerbek hegemóniája érvényesült és ennek volt alárendelve az államszervezet is. 1991-ben lakosságának 75 százaléka szerb, 17 százaléka horvát nemzetiségű volt. 1991-től szerb lakói csatlakoztak a Krajinai Szerb Köztársasághoz és tevékenyen részt vettek annak harcaiban. Obrovac a Krajinai Szerb Köztársaság része lett. A Vihar hadművelet idején 1995 augusztusában a horvát hadsereg visszafoglalta a várost, szerb lakossága elmenekült és közülük sokan később sem tértek vissza. A településnek 2011-ben 996 lakosa volt.

## Lakosság
| Lakosság változása | Lakosság változása | Lakosság változása | Lakosság változása | Lakosság változása | Lakosság változása | Lakosság változása | Lakosság változása | Lakosság változása | Lakosság változása | Lakosság változása | Lakosság változása | Lakosság változása | Lakosság változása | Lakosság változása | Lakosság változása |
| ------------------ | ------------------ | ------------------ | ------------------ | ------------------ | ------------------ | ------------------ | ------------------ | ------------------ | ------------------ | ------------------ | ------------------ | ------------------ | ------------------ | ------------------ | ------------------ |
| 1857               | 1869               | 1880               | 1890               | 1900               | 1910               | 1921               | 1931               | 1948               | 1953               | 1961               | 1971               | 1981               | 1991               | 2001               | 2011               |
| 341                | 403                | 463                | 410                | 401                | 461                | 418                | 508                | 302                | 306                | 532                | 1.187              | 1.457              | 1.660              | 1.055              | 996                |

## Nevezetességei
- A város feletti magaslaton állnak a Kurjakovics grófok obrovaci várának romjai. Első említése a 14. században történt. A vár a középkorban azt a fontos kereskedelmi utat ellenőrizte, amely Likából a Velebit-hegységen át vezetett a tengerparti városok felé. Eredetileg négyszög alaprajzú volt, falait négy saroktorony erősítette. A velencei uralom idején A. Colnaga tervei szerint átépítették.[5] 1527-ben elfoglalta a török. A kandiai háború során a Leonardo Foscolo vezette velencei hadak elfoglalták és lerombolták.[5] Maradványait a lakosság házak építéséhez hordta el, de falai helyenként még mindig emeletnyi magasságban állnak.
- Szent József tiszteletére szentelt római katolikus plébániatemploma[6] a 17. század végén épült. 1794-ben megújították, melyet a bejárat feletti latin nyelvű tábla örökített meg. Három márvány oltára volt. 1994 januárjának végén a Maslenica hadműveletet követően a szerb felkelők lerombolták. Újjáépítéséhez még a szlovén állam is hozzájárult. A szerbek a plébánia épületét is lerombolták. Anyakönyveit 1734-től vezették, 1844-től olasz nyelven.[7]
- A Szentháromság tiszteletére szentelt szerb pravoszláv templomának elődje 1756-ban épült. Ezt a templomot 1834-ben lebontották, hogy nagyobbat építsenek helyette. Mai formáját a 19. század végén történt átépítése után nyerte el. A templomnak gazdag ikongyűjteménye van, mely a 17. századtól a 20. századig terjedő időszakot öleli fel. Legnagyobb része a bizánci-nyugateurópai festőművészet változata. A templom ikonosztáza tizenegy ikonból áll.[5]
- A koprivai Szent György bencés apátságot a 14. században a Kurjakovics grófok építtették. 1440-ből ismert János nevű apátja. Az apátságot 1527-ben a törökök rombolták le. Helyét ma is Manastirinének hívják.[7]
- Az Obrovaci Városi Múzeum gyűjteménye az egyik legjelentősebb horvát természettudós, zoológus Spiridion Brusina (1845-1908) hagyatékán alapszik. „Brusina fiatal évei Obrovac vidékén” című állandó kiállítása korabeli fotókon, újságcikkeken és szövegeken, barlangrajzokon, szárazföldi csigák és folyami rákok gyűjteményén keresztül mutatja be a fiatal tudós obrovaci tevékenységét. Állandó néprajzi kiállítása a népviselet, a ruhaszövés, a díszítőművészet, a hangszerek, a fazekasság és a házak berendezésén és használati tárgyain át mutatja be e vidék egykori mindennapi életét.[5]
- Obrovac környékének természeti látványossága a Zrmanja-folyó szurdokvölgye.

## Galéria
- Híd a Zrmanján Obrovacon
- A Zrmanja Obrovacnál
- A Zrmanja szurdoka Obrovacnál
- Obrovac várának maradványai
- A város fölé magasodó Obrovac vára
- Obrovac közúti bejárata